# Acephat
Acephat ist eine chemische Verbindung aus der Gruppe der Thiophosphorsäureester. Es ist ein von Chevron Mitte der 1970er Jahre entwickeltes, breit wirksames Organophosphor-Insektizid. Es ist ein N-Acetyl-Derivat von Methamidophos.

## Gewinnung und Darstellung
Acephat kann durch Reaktion von Acetylierung von O,O-Dimethylphosphoroamidothioat und anschließende Isomerierung gewonnen werden.

## Eigenschaften
Acephat ist ein farblos kristalliner Feststoff mit stark krautartigem Geruch, der löslich in Wasser ist.

## Verwendung
Acephat ist ein systemisch wirkendes Insektizid mit Kontakt- und Fraßgiftwirkung. Es wird gegen viele Arten von beißenden und saugenden Insekten im Obst-, Gemüse-, Wein-, Hopfen-, Baumwoll-, Kartoffel-, Reis- und Sojabohnenanbau eingesetzt. Auf Grund seiner akariziden Nebenwirkung wirkt es auch gegen Spinnmilben. Die Wirkung beruht auf der Hemmung der Acetylcholin-Esterase. Die Halbwertszeit im Boden beträgt 2 bis 7 Tage.
Acephat war von 1973 bis 1994 in der Bundesrepublik Deutschland zugelassen.

## Nachweis
Acephat kann durch gaschromatographische und flüssigchromatographische Untersuchung nachgewiesen werden. Das Europäische Arzneibuch legt als Grenzwert für Acephat-Rückstände in pflanzlichen Drogen 0,1 mg·kg−1 fest.